# Filtr powietrza (motoryzacja)

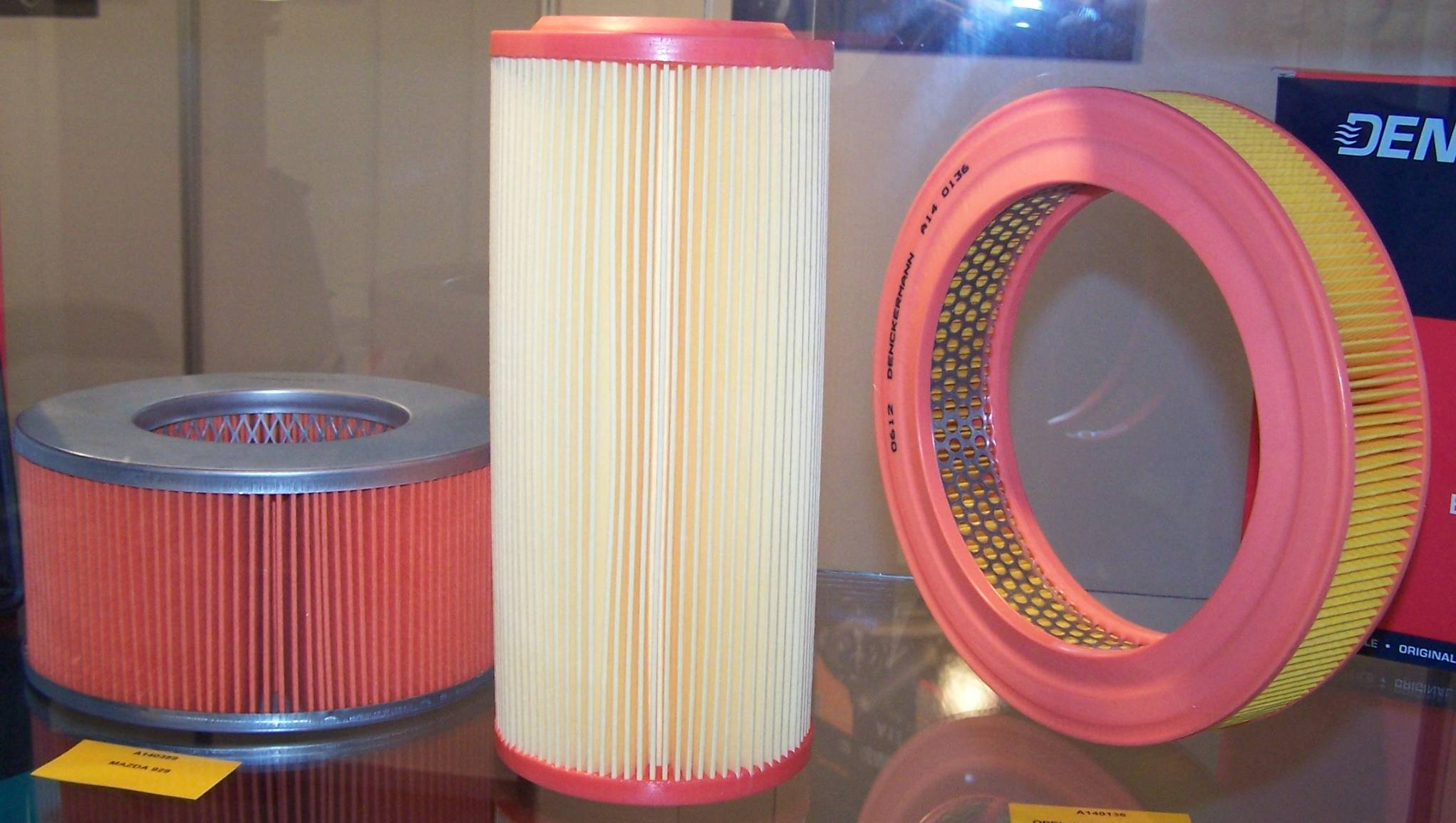
Przykładowy wygląd samochodowych filtrów powietrza

Filtr powietrza - element układu dolotowego silnika spalinowego lub sprężarki, który ma za zadanie oczyszczać powietrze zasysane do komory spalania z zanieczyszczeń, np. pyłów. Stosuje się filtry suche, w których powietrze przechodzi przez materiał filtrujący  oraz filtry mokre, w których przechodzi przez olej. 
W pojazdach drogowych stosuje się głównie filtry suche. Zbudowane z obudowy i wymiennego wkładu filtracyjnego. Rozróżniamy filtry: papierowe, bawełniane oraz siatkowe.
W sporcie motorowym stosuje się filtry powietrza o niskim poziomie oporów. Taki filtr ma większą przepustowość powietrza kosztem jakości jego oczyszczania.
Filtry powietrza można podzielić również ze względu na ich kształt. Są to filtry zwykłe oraz stożkowe. Filtry stożkowe wykorzystywane są najczęściej w samochodach sportowych oraz takich gdzie liczy się moc silnika. Filtry powietrza stożkowe zapewniają większy przepływ powietrza co przekłada się na wzrost mocy silnika.